# Musson

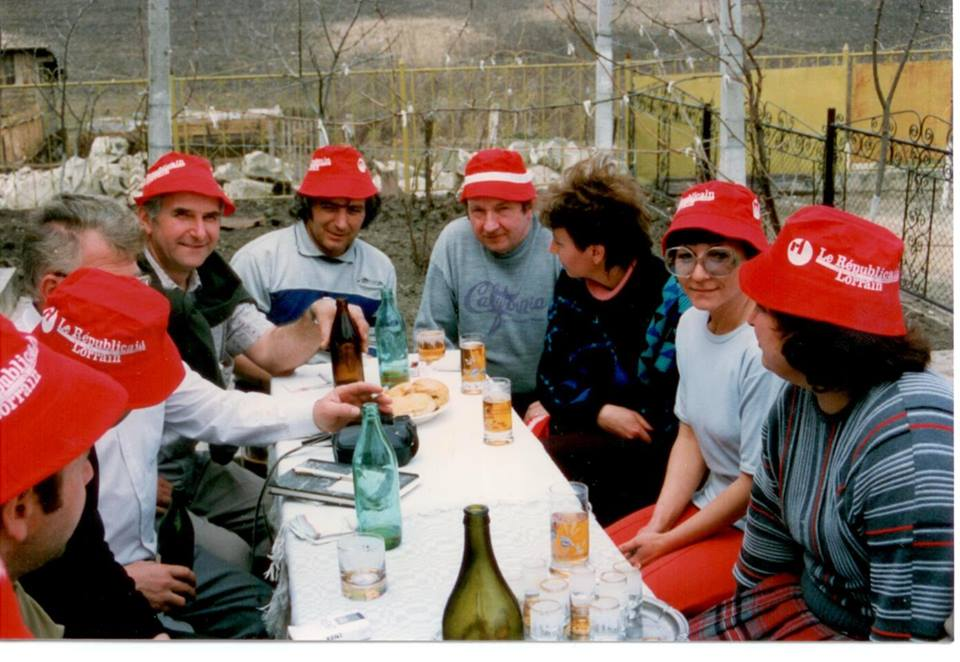
Intalnire intre belgieni si aruncuteni ,organizata dupa 1989, la casa parinteasca a criticului literar Al.Cistelecan - arhiva Al.Cistelecan

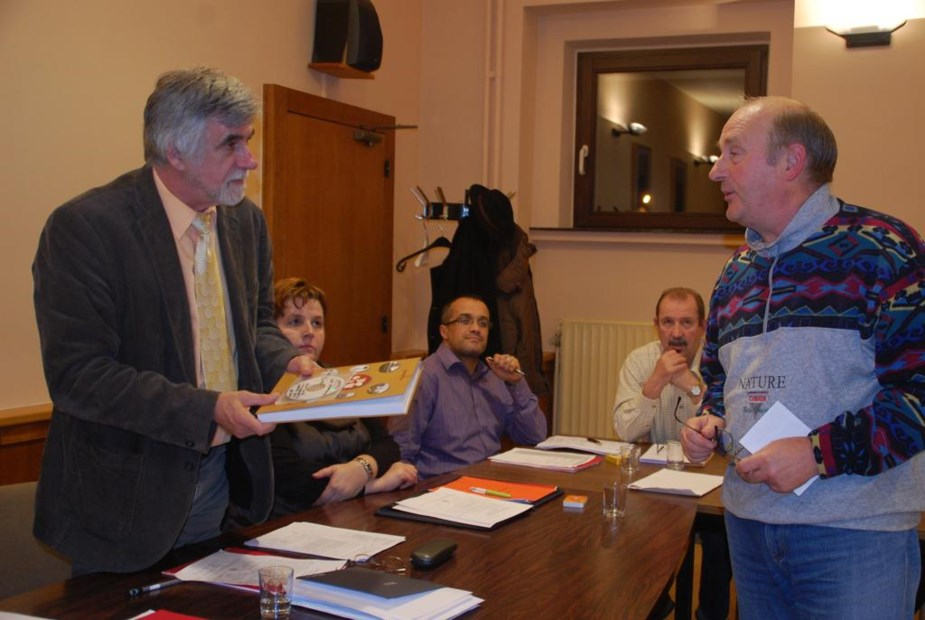
Intalnirea de la Primaria Musson din dec.2013

Musson este o comună francofonă din regiunea Valonia din Belgia. Comuna este formată din localitățile Musson, Mussy-la-Ville, Signeulx, Willancourt, Baranzy și Gennevaux. Suprafața totală a comunei este de 34,81 km². La 1 ianuarie 2008 comuna avea o populație totală de 4.296 locuitori. 
Comuna este situată în sudul provinciei, în regiunea naturală Gaume, parte a regiunii etnologice Lorena Belgiană. 
Înainte de 1989,în cadrul programului Villages roumains (Sate românești, inițiat de Doina Cornea și alți intelectuali români), comuna Musson  s-a înfrățit cu satul Aruncuta ,jud.Cluj , pentru a împiedica desființarea acestuia și a încuraja firava opoziție existentă la acea vreme în Romania. Dupa 1989 sătenii din Aruncuta  au beneficiat de nenumarate ajutoare materiale din partea comunitatii Musson {alimente ,haine , televizoare , biciclete etc.}, inclusiv construirea unei brutării pentru săteni . In dec.2013, prin grija inimosului Albert Beullens , cetatean de onoare al aruncutenilor , un exemplar si un CD cu Monografia loc.Aruncuta  a poposit la sediul Primariei din Musson , ca element de legatura culturala  intre cele doua comunitati. 